# Ковалевський Євграф Петрович
Євгра́ф Петро́вич Ковале́вський (нар. 10 (21) грудня 1790, село Ярошівка Харківського повіту — 18 (30) березня 1867, Петербург) — російський і український вчений, державний діяч Російської імперії. Гірничий інженер, директор Гірничого корпусу, з 1830 по 1836 рр. Томський губернатор і головний начальник Коливанських та Алтайських заводів, сенатор; з 1856 — попечитель московського навчального округу. З 1858 по 1861 — міністр народної освіти у Російській імперії. Виконав перше наукове стратиграфічне і геологічне дослідження Донбасу.

## Походження
Рід Ковалевських бере початок від брата генерального осавула Війська Запорозького Івана Ковалевського — Семена Ковалевського (близько 1650 року). Його син Василь (помер у 1682 р.) був харківським полковим обозним. Євграф Петрович Ковалевський — праправнук останнього. Рід Ковалевських було внесено до VI частини родословної книги Харківської губернії (Гербовник, III, 102).
Таким чином, Ковалевський Євграф Петрович — з роду українських козацьких старшин. Дворянин. Власник 180 душ в Харківській (родові) і 75 душ в Петербурзькій (набуті) губерніях.

## Освіта
Випускник Слобідського українського головного училища (1800—1805), Слобідсько-української гімназії (1805—1808).
Закінчив Гірничий кадетський корпус (ГКК) в Петербурзі із золотою і срібною медалями (1810).

## Етапи життя
- 1810 р. — практикант на Луганському ливарному заводі (1810). Берг-гешворен 12 класу.
- 1813 р. — присвоєно чин маркшейдера 9 класу.
- 1816 р. — чиновник для особливих доручень.
- 1817 р. — секретар при директорі, обер-гіттенфервальтер 8 класу.
- 1818 р. — член «комісії для ревізії заводів хребта Уральського», обер-бергмейстер 7 класу.
- 1820 р. — берггауптман 6 класу.
- 1821 р. — начальник креслярського і одночасно монетного відділення (1822).
- 1823 р. — інспектор над класами Гірничого Кадетського Корпусу, обер-бергауптман 5-го класу.
- 1826 р. — член Гірничої ради Департаменту гірничих і соляних справ Міністерства фінансів Російської імперії, і, одночасно, — командир Гірничого кадетського корпусу.
- В 20-х рр.. XIX століття провів перше велике дослідження геологічної будови Донбасу; дав прогноз про наявність у районі м. Бахмута покладів кам'яної солі.
- 1829 р. — обер-бергауптман 4 класу.
- 1834 р. — генерал-майор.
- В 1830—1836 роках — Томський губернатор і головний начальник коливанських і Алтайських заводів.
- 1835 р. — член Ради Гірничого Вченого Комітету Корпусу гірничих інженерів.
- В 1837—1839 роках — директор Департаменту гірничих і соляних справ і член Мануфактурної Ради Російської імперії.
- З 1839 р. — почесний член Харківського університету.
- 1843 р. — таємний радник.
- В 1843—1856 роках — сенатор.
- З 1856 р. — почесний член Петербурзької Академії наук.
  - Активний учасник університетських реформ. При ньому було проведено в життя ініціативу «Найвища пошана особам, які відчувають покликання відкривати приватні навчальні заклади» (1857). У 1858 р. відкрилася перша в Москві приватна гімназія Ф. Креймана на 1-й Міщанській вулиці.
- В 1856—1858 роках — голова Московського цензурного комітету (26 травня 1856 вступив на посаду), член московського відділення Головної ради жіночих навчальних закладів (1858). Віце-голова Товариства історії та старожитностей російських (1857—1858).
- В 1858—1861 роках — Міністр народної освіти Російської імперії.
  - Це був перший міністр народної освіти, призначений імператором Олександром II, і напрям, даний Ковалевським своєму відомству, гармоніював з великою епохою реформ. Ковалевський висунув на перший план турботу про народні училища, недільні школи.
- З 1859 р. — Дійсний таємний радник.
- З 1861 р. — член Державної Ради Російської імперії.
- З 1862 р. — президент Вільного економічного товариства.

Помер 18 (30) березня 1867 в Санкт-Петербурзі і похований у церкві архистратига Михайла Троїце-Сергієвої пустелі під Петербургом.

## Ковалевський Є. П. і Україна

ПАМ᾽ЯТНА МЕДАЛЬ «Євграф Ковалевський» Донецького відділення НТШ, 2023 р. Аверс

ПАМ᾽ЯТНА МЕДАЛЬ «Євграф Ковалевський» Реверс

Починав свою діяльність як берг-інспектор на Луганському ливарному заводі Карла Гаскойна (20-ті роки XIX ст.).
Є. П. Ковалевським вперше була виділена Бахмутська геологічна формація Донецького кряжу і введена сама його назва (від річки Донець; скіфське «дон» означає «вода, ріка»), що визначило майбутню назву регіону.
У 1827 р випускник Гірничого кадетського корпусу у С.-Петербурзі гірничий інженер з Харкова Євграф Ковалевський виконав перше наукове стратиграфічне і геологічне дослідження Донбасу. Йому ж належить назва «Донецький басейн» від чого згодом було утворено скорочення «Донбас».
У 1858 р. Є. П. Ковалевський став першим міністром народної освіти й започаткував серію прогресивних перетворень у навчальних закладах Росії.
Саме Є. П. Ковалевський сприяв скасуванню цензурної заборони творів Тараса Шевченка (1860 р.), після чого слово «Кобзаря» вільно поширювалось всією країною.
У 2023 році заснована відзнака Донецького відділення НТШ: Пам'ятна медаль «Євграф Ковалевський».

## Праці
- Е. П. Ковалевский «Геогностическое обозрение Донецкаго кряжа», 1829 р.
- Опыт геогностических исследований в Донецком горном кряже, «Горный журнал», 1827, кн. 2
- Геогностическое обозрение Донецкого горного кряжа, там же, 1829, ч. 1, кн. 1—3.
  - «Петрографическая карта» Донбаса Є.Ковалевського [Архівовано 9 Травня 2019 у Wayback Machine.]
  - Ковалевский Е. П. Геогностическое обозрение Донецкого горного кряжа (1829) [Архівовано 9 Травня 2019 у Wayback Machine.]
- Проект цензурного устава 1859 г.
- «Очерки этнографии Кавказа» — отрывок из обширного задуманного Ковалевским труда «О народах живших и ныне живущих в пределах России», «Вестник Европы» (1867, т. III).

Одне з основних досягнень Ковалевського Є. П. як геолога — «Петрографічна карта Донецького гірського кряжу, що тягнеться по Бахмутському і Славяносебському повітах Катеринославської губернії і по Міуському начальству землі Війська Донського»(«горной области» занимающей два обширные уѣзда (Бахмутскій и Славяносербскій) Екатеринославской губерніи и Міусское сыскное начальство войска Донскаго" на пространствѣ 1 8 0 0 0 квадратныхъ верстъ.") складена на підставі спостережень і відкриттів 1823 і 1827 років.
Ця карта є додатком до статті гірничого інженера Євграфа Петровича Ковалевського «Геогностичений огляд Донецького гірського кряжу», яка вийшла в «Гірничому журналі» за 1829 р.
У своїй статті в «Горном журнале» 1829, № 1 Є.Ковалевський критикує попередників за відсутність системного підходу до вугільних родовищ краю: «Послѣ устроенія Луганскаго завода, хотя и открывались въ окрестностяхъ онаго отдѣлыю мѣсторожденія полезныхъ ископаемыхъ; но при развѣдкѣ оныхъ не было обращаемо вниманія на взаимное положеніе сихъ мѣсторожденій ни на общее ихъ ошношеніе къ той сптранѣ въ которой они находятся. Вотъ причина, по чему страна сія осталась неопредѣленною въ геогностическомъ видѣ и безъ всякаго отличительнаго пазванія» хотя она заключаеть въ себѣ отдѣльный и, по многимъ отношеніямъ любопытный горный кряжъ."
Євграф Ковалевський вперше назвав систему родовищ на Сході України «басейном»: «Донецкій горный кряжъ будучи разсматриваемъ въ геогностическомъ отношеніи представляетъ огромный бассейнъ наполненный осадками породъ».